# Irene Budischowsky

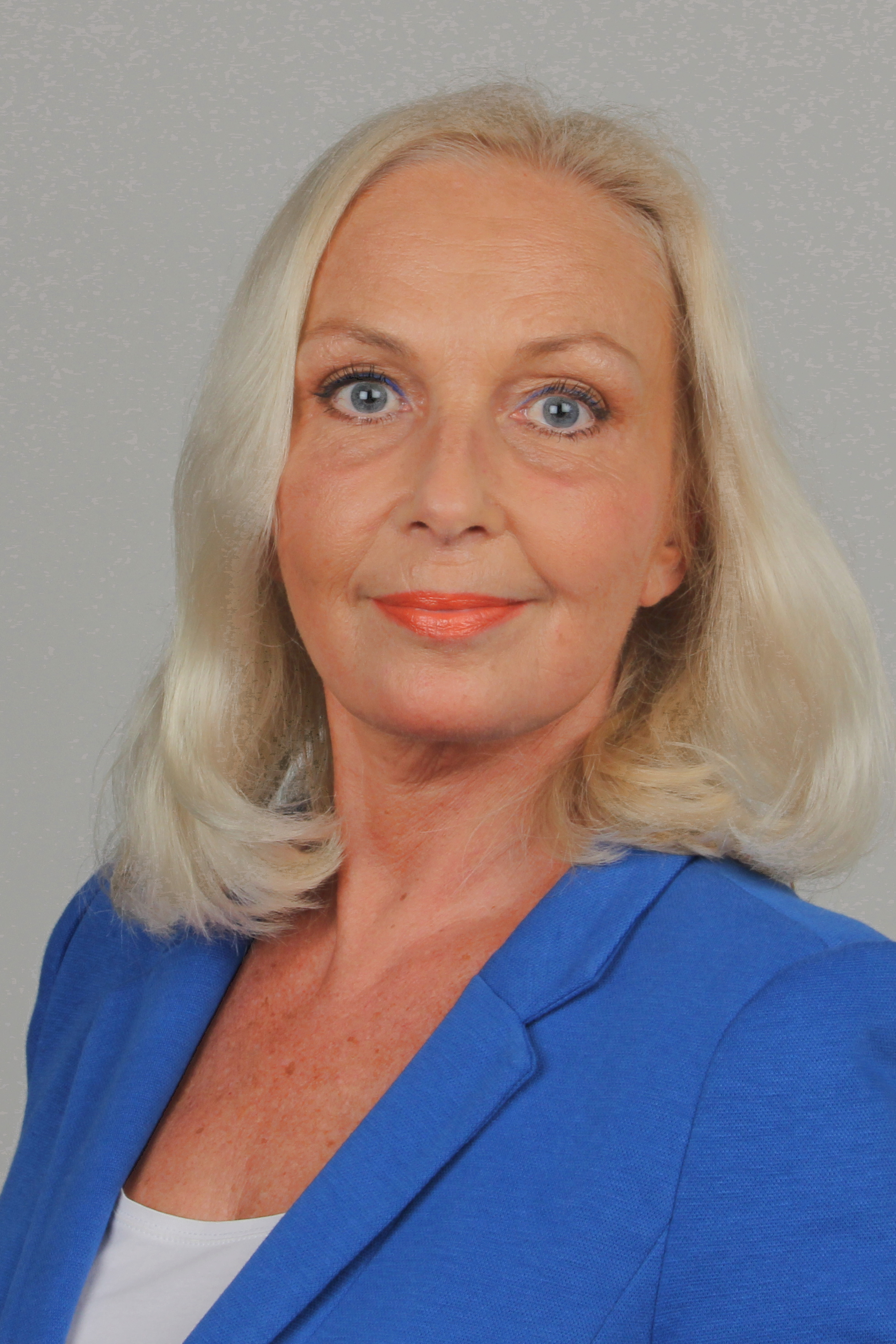
Irene Budischowsky (2016)

Irene Budischowsky (* 3. März 1960 in Wien) ist eine österreichische Schauspielerin, Sprecherin, Sängerin, Bühnenautorin und Komponistin.

## Leben
Irene Budischowsky studierte an der Universität Wien Welthandel und besuchte die Schauspielschule Krauss. Sie debütierte in der Gauneroper von Václav Havel im Theater an der Wien. Dort spielte sie auch als Tochter von Marika Rökk in Die Gräfin vom Naschmarkt.
Sie arbeitet als Schauspielerin und Sängerin an verschiedenen Theatern in Österreich und Deutschland sowie als Sprecherin für Radio und Fernsehen. Von ihr stammt die Bühnenmusik zu Räuber Hotzenplotz, Das kleine Gespenst, Barbarossa, Gespensterfest auf Canterville und mehrere Musicalübersetzungen. Ihr Kinder-Musical Cinderella (Text und Musik) wurde 2007 bei den Clingenburg Festspielen (Klingenberg am Main) erfolgreich uraufgeführt. 
Irene Budischowsky ist mit dem Regisseur und Intendanten Georg Mittendrein verheiratet. 
Sie spielte unter anderem in Wien am Theater in der Josefstadt, Volkstheater, Theater an der Wien, Jura Soyfer-Theater und in der Kleinen Komödie. Zu ihren internationalen Auftritten zählen das Opernhaus Halle, die Vereinigten Bühnen Bozen das Landestheater Altenburg und die Clingenburg Festspiele.

## Filmografie (Auswahl)
- 1978: Ein echter Wiener geht nicht unter (Fernsehserie, 1 Folge)
- 1979: Kasimir und Karoline (Fernsehfilm)
- 1980: Die Gräfin vom Naschmarkt (Fernsehfilm)
- 1981: Die tollen Nächte des Burli O. (Fernsehserie)
- 1983: Ringstraßenpalais (Fernsehserie, 1 Folge)
- 1983: Oscar (Fernsehfilm)
- 1994: Eine Dicke mit Taille (Fernsehfilm)
- 1997: Fröhlich geschieden
- 1998: Kaisermühlen Blues (Fernsehserie, 3 Folgen)
- 2002: Kommissar Rex (Fernsehserie, 1 Folge)